# Fodhil Hadjadj
Fodil Hadjadj (ur. 18 kwietnia 1983 w Algierze) – algierski piłkarz grający na pozycji pomocnika.

## Kariera klubowa
Hadjadj urodził się w Algierze, ale karierę piłkarską rozpoczął we Francji, w klubie FC Nantes. W 2001 roku zaczął grać w rezerwach Nantes, w czwartej lidze francuskiej, a do kadry pierwszego zespołu został włączony w 2003 roku przez trenera Loïka Amisse'a. W Ligue 1 zadebiutował 2 sierpnia 2003 w przegranym 1:2 wyjazdowym spotkaniu z FC Sochaux-Montbéliard. W Nantes grał do 2005 roku i w pierwszym zespole "Kanarków" rozegrał 23 mecze i strzelił jednego gola.
W 2005 roku Hadjadj wrócił do Algierii i przeszedł z Nantes do MC Algier. W 2006 roku zdobył ze stołecznym zespołem swoje pierwsze trofea w karierze - zdobył Puchar i Superpuchar Algierii. W 2007 roku ponownie zwyciężył z MC Algier w obu rozgrywkach. W 2010 roku został mistrzem kraju. W 2010 roku przeszedł do CS Constantine, a w latach 2012-2014 grał w CR Belouizdad.
| Sezon   | Klub           | Kraj     | Rozgrywki             | Mecze | Bramki |
| ------- | -------------- | -------- | --------------------- | ----- | ------ |
| 2001/02 | FC Nantes B    | Francja  | CFA                   | 14    | 0      |
| 2002/03 | FC Nantes B    | Francja  | CFA                   | 24    | 0      |
| 2003/04 | FC Nantes      | Francja  | Ligue 1               | 19    | 1      |
| 2003/04 | FC Nantes B    | Francja  | CFA                   | 9     | 0      |
| 2004/05 | FC Nantes      | Francja  | Ligue 1               | 4     | 0      |
| 2004/05 | FC Nantes B    | Francja  | CFA                   | 8     | 0      |
| 2005/06 | MC Algier      | Algieria | Championnat d'Algérie | 20    | 0      |
| 2006/07 | MC Algier      | Algieria | Championnat d'Algérie | 25    | 0      |
| 2007/08 | MC Algier      | Algieria | Championnat d'Algérie | 18    | 0      |
| 2008/09 | MC Algier      | Algieria | Championnat d'Algérie | 16    | 0      |
| 2009/10 | MC Algier      | Algieria | Championnat d'Algérie | 3     | 0      |
| 2010/11 | CS Constantine | Algieria | Championnat d'Algérie | 14    | 0      |
| 2011/12 | CS Constantine | Algieria | Championnat d'Algérie | 20    | 2      |
| 2012/13 | CR Belouizdad  | Algieria | Championnat d'Algérie | 5     | 0      |
| 2013/14 | CR Belouizdad  | Algieria | Championnat d'Algérie | 18    | 0      |

## Kariera reprezentacyjna
W reprezentacji Algierii Hadjadj zadebiutował 4 września 2003 roku w wygranym 1:0 towarzyskim spotkaniu z Katarem. W 2004 roku został powołany do kadry na Puchar Narodów Afryki 2004, gdzie rozegrał 3 spotkania: z Kamerunem (1:1), z Egiptem (2:1) i z Zimbabwe (1:2). Od 2003 do 2007 roku w kadrze narodowej wystąpił 10 razy.